# Euchalcia hyrcaniae
Euchalcia hyrcaniae là một loài bướm đêm trong họ Noctuidae.